# Mk VI Crusader
Cruiser Tank Mk VI „Crusader” (ang. „krzyżowiec”) – brytyjski czołg pościgowy z okresu II wojny światowej, najważniejszy brytyjski czołg w czasie kampanii północnoafrykańskiej, zbudowany w liczbie 4940 egzemplarzy.

## Historia
Po nieudanym modelu (A13) „Covenanter”, który nie tylko cierpiał na wiele problemów technicznych, ale okazał się także zbyt słabo opancerzony, zdecydowano poprawić opancerzenie tego czołgu. Nowa konstrukcja otrzymała oznaczenie A15 i została zaprojektowana w biurze konstrukcyjnym Nuffield Organisation.
Crusader był szybszy od wszystkich czołgów nieprzyjaciela, ale pomimo pogrubienia pancerza, w porównaniu z nimi nadal był bardzo lekko opancerzony, miał problemy mechaniczne i nie posiadał amunicji odłamkowej do jego działa dwufuntowego (40 mm). To ostatnie ograniczenie stanowiło bardzo poważny problem, gdyż wojska Osi opracowały bardzo efektywną taktykę polegającą na wciąganiu czołgów brytyjskich do walki, a następnie wycofywaniu się za tarczę własnych, dobrze ukrytych armat przeciwpancernych o donośności większej niż zasięg karabinów maszynowych brytyjskich czołgów. Postawione w takiej sytuacji załogi czołgów brytyjskich miały do wyboru: albo wycofać się pod ogniem nieprzyjaciela, albo przeprowadzić samobójczą szarżę na działa wroga.
Jako pierwszy oddział Crusadery otrzymał w maju 1941 r. 6. Royal Tank Regiment 7BPanc. w Egipcie. Mk VI zostały po raz pierwszy użyte w czasie operacji Battleaxe, a następnie spełniły bardzo ważną rolę w czasie operacji Crusader.

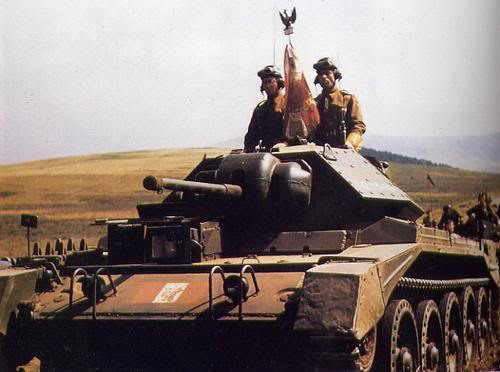
Crusader Mk II z polskiej 1 Dywizji Pancernej

Po zakończeniu kampanii północnoafrykańskiej i pojawieniu się lepszych czołgów w postaci M3 General Grant, M4 Sherman czy Cromwell, Crusadery zostały wycofane z pierwszej linii, a na ich podwoziach oparto kilka modeli ciągników artyleryjskich i samobieżnych armat przeciwlotniczych.
Czołgi Crusader były również na wyposażeniu Polskich Sił Zbrojnych (PSZ). Pierwsze czołgi przybyły do polskich jednostek jesienią 1942 r. Były to wozy Crusader III. Nieliczne pojazdy do zapoznania się ze sprzętem otrzymały 16 Brygada Pancerna we wrześniu i 10 Brygada Kawalerii Pancernej w listopadzie. Na koniec roku 1942 notowano razem 32 czołgi. Od 1943 r. liczba czołgów zwiększała się. Dostarczano również czołgi Crusader II z załogą czteroosobową dla dowódców szwadronów oraz czołgi wersji Crusader II CS i Crusader Command. Między marcem a majem 1943 r. wszystkie sześć pułków dywizji (składała się wtedy z dwóch brygad pancernych) zostało wyposażonych niemal do pełnych etatów (42 Crusader III, 4 Crusader II i 6 Crusader II CS). Tym samym stan czołgów Crusader w dywizji wyniósł w czerwcu 1943 r. około 300 czołgów. W tym składzie latem 1943 na czołgach Crusader dywizja brała udział w ćwiczeniach „Snaffle” w południowej Anglii. We wrześniu w wyniku reorganizacji dywizji czołgi Crusader oddała 10 Brygada Kawalerii Pancernej. Ostatnie czołgi z uzbrojeniem armatnim oddano w maju-czerwcu 1944 r. Pozostały pojazdy to nieliczne Crusader III OP i Command oraz jako sprzęt typowy Crusader III AA III.
16 Brygada Pancerna została skadrowana i liczba czołgów Crusader uległa znacznemu zmniejszeniu. W październiku 1944 na stanie brygady było jeszcze 67 czołgów, a w grudniu 1944 r. 46 sztuk. Ostatnie pojazdy dotrwały do 1945 r., kiedy to reaktywowano brygadę jako 16 Samodzielną Brygadę Pancerną.
Crusadery były również w latach 1943-44 na wyposażeniu 9 pułku ułanów małopolskich oddziału rozpoznawczego 2 Dywizji Grenadierów Pancernych.
Czołgi Crusader były też na wyposażeniu Centrum Wyszkolenia Pancernego i Technicznego w Catterick Camp działającego do 1946 r. W Armii Polskiej na Wschodzie Crusadery nie były sprzętem typowym, jednak były często używane jako sprzęt szkolny, często nie wykazywany na stanach. Służyły m.in. do nauki jazdy w Ośrodku Wyszkolenia Motorowego i Broni Pancernej w Iraku i w Palestynie w latach 1942-1943.
Czołg Crusader był najliczniej używanym czołgiem brytyjskim przez PSZ. Było to około 350 pojazdów.
Czołgi Crusader otrzymały w czasie drugiej wojny światowej także oddziały australijskie, nowozelandzkie, kanadyjskie, czechosłowackie i oddziały Wolnych Francuzów.
Zdobyte przez Niemców czołgi były użytkowane pod oznaczeniem Kreuzerkampfwagen MK VI 746(e) do końca 1942 roku.

## Wersje produkcyjne
- Crusader Mk I

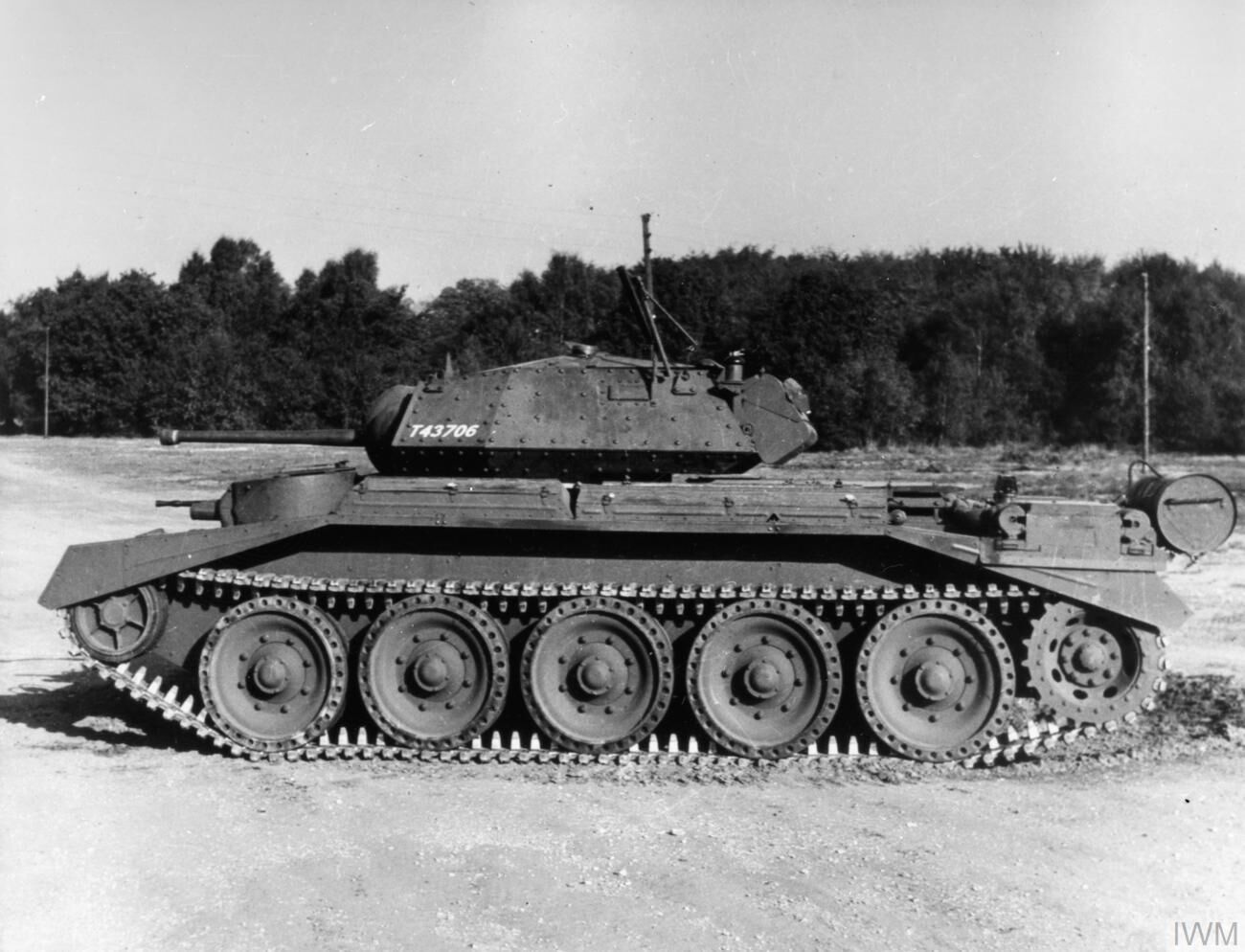
Crusader Mk I

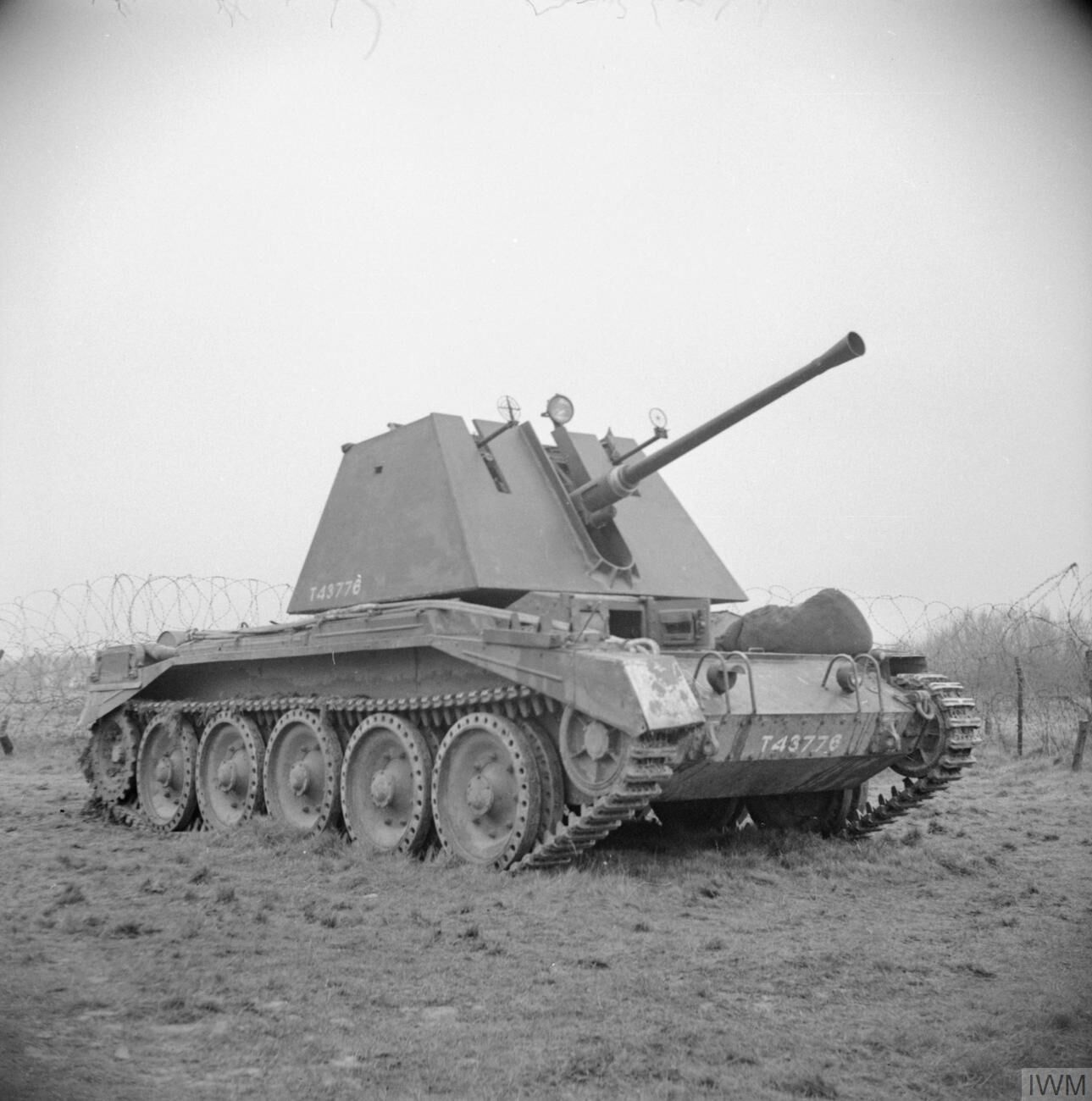
Crusader AA Mk I

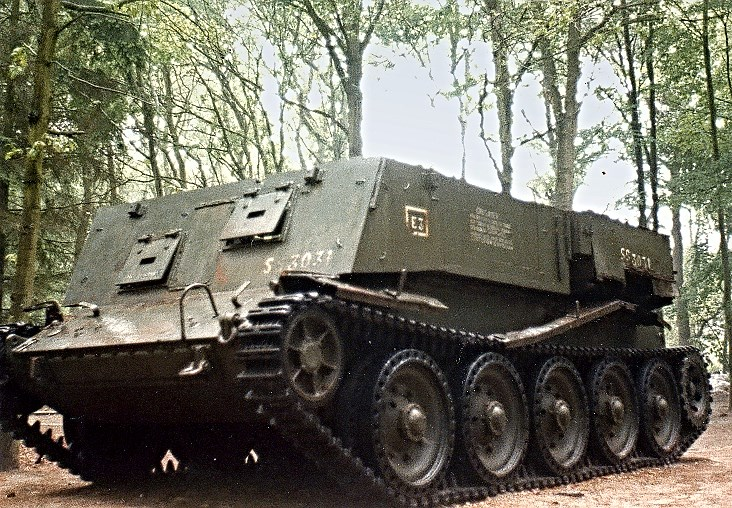
Crusader Gun Tractor – ciągnik artyleryjski

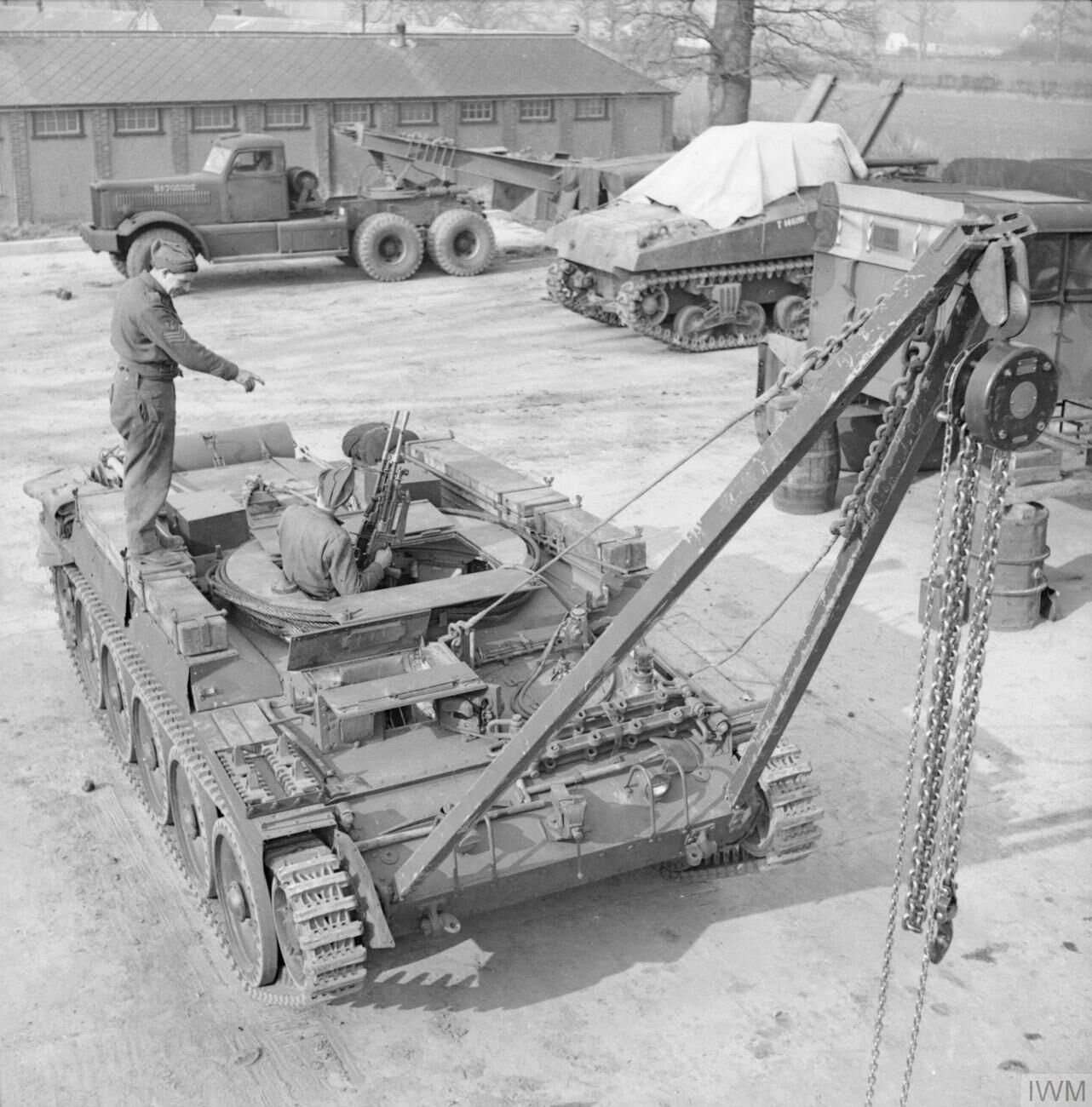
Crusader ARV

Pierwsza wersja "Crusadera" to w zasadzie cięższa odmiana Covenantera. Od swojego poprzednika różni się grubszym pancerzem, dodatkową wieżyczką z karabinem maszynowym Bren i dodatkową parą kół jezdnych. Wersja uzbrojona w armatę dwufuntową 2-pounder QF kalibru 40 mm.
- Crusader Mk II

Pogrubiony pancerz i usunięta dodatkowa wieżyczka, załoga 4 ludzi.
- Crusader Mk III

Pierwszy czołg brytyjski z armatą sześciofuntową 6-pounder QF kalibru 57 mm Mk 3 i Mk 5. Wersja ta powstała z powodu opóźnienia programu „Cavalier”. Większa armata ograniczyła miejsce w wieży i dowódca musiał także spełniać funkcję ładowniczego (załoga 3 osoby). Grubość pancerza dochodziła do 51 mm. Crusader III wszedł do służby w maju 1942 i wziął udział w pierwszej bitwie pod El Alamein.
- Crusader Mk I CS

Crusader Mk I z haubicą 76,2 mm (3-inch Howizer) Mk 1.
- Crusader Mk II CS

Crusader Mk II z haubicą 76,2 mm (3-inch Howizer) Mk 1.
- Crusader Mk III CS

Crusader Mk III z haubicą 95 mm. Nie był produkowany seryjnie.
- Crusader II Gun Tractor Mk I

Ciągnik artyleryjski na podwoziu Crusadera II używany do holowania siedemnastofuntowych armat przeciwpancernych (76,2 mm).
- Crusader III AA Mk I

Samobieżne działo przeciwlotnicze na podwoziu Crusadera Mk III uzbrojone w działko przeciwlotnicze Bofors 40 mm zamiast armaty 57 mm.
- Crusader III AA Mk II

Przeciwlotnicze działo samobieżne na podwoziu Crusader III uzbrojone w podwójne działko przeciwlotniczne Oerlikon 20 mm. Istniała także wersja „AA Mk III” różniąca się jedynie miejscem zamontowania radia. Powstała także bardzo krótka seria z potrójnym działkiem przeciwlotniczym.
- Crusader Command

Czołg dowódczy z drewnianą atrapą zamiast armaty. Posiadał dwie radiostacje No 19 i jedną No 18.
- Crusader Observation Post (OP)

Pancerne, ruchome punkty obserwacyjne wykorzystywane przez oficerów obserwatorów artylerii. Pojazdy były wykorzystywane w pułkach artylerii dywizji pancernych. Podobnie jak wozy dowodzenia nie posiadał uzbrojenia, a jedynie drewnianą atrapę lufy.
- Crusader ARV

Ciągnik ewakuacyjny. Zbudowano tylko prototyp.
- Crusader AMRA

Czołg z tarczowym trałem przeciwminowym (Anti Mine Roller Attachment). Zbudowano tylko prototyp.
- Crusader Dozer

Pojazd bezwieżowy wyposażony w lemiesz. Zbudowano kilka egzemplarzy.